# Карл Ґізенгаґен
Карл Фрідріх Ґеорґ Ґізенгаґен (18  червня 1860 року в Тетеров — 7 квітня 1928, Мюнхен) — німецький ботанік і професор університету . Його абревіатура для ботанічного автора — „Giesenh.“.

## Життя і діяльність
Карл Ґізенгаґен вивчав математику та природничі науки в університетах Ростока, Берліна та Марбурґа . Він отримав докторський ступінь у 1889 році та габілітувався як ботанік у Марбурзі в 1890 році.
У 1891 році він став куратором Королівського криптогамного гербарію Державної ботанічної колекції в Мюнхені. Одночасно він став асистентом в Інституті фізіології рослин Мюнхенського університету, де в 1901 році був призначений екстраординарним професором. З 1907 року Карл Ґізенгаґен працював професором у Ветеринарному університеті в Мюнхені (сьогодні факультет ветеринарної медицини Мюнхенського університету імені Людвіга-Максиміліана). Він також був членом викладацького складу Мюнхенського технічного університету. Він заснував там Ботанічний інститут.
Карл Ґізенгаґен описав враження від своєї дослідницької поїздки на Яву та Суматру у 1899—1900 роках у своїй праці «На Яві та Суматрі» (1902).

## Вебпосилання
- Бібліографія. Карл Ґізенгаґен // Німецька національна бібліотека
- Giesenhagen, Karl Friedrich Georg. Hessische Biografie. (Stand: 7. April 2023). In: Landesgeschichtliches Informationssystem Hessen (LAGIS).

## Окремі посилання
1. 1 2  https://www.deutsche-biographie.de/sfz20949.html
2. 1 2  Marburger Professorenkatalog — 2016.
3. 1 2  Deutsche Biographische Enzyklopädie, 1. edition / Hrsg.: W. Killy, R. Vierhaus — K. G. Saur Verlag, 1995.
4. ↑  Giesenhagen, Karl Friedrich Georg (1860-1928) im International Plant Names Index (mit Liste der beschriebenen Pflanzennamen – ohne Moose und Flechten), abgerufen am 6. Mai 2022